# Championnats d'Europe de patinage artistique 1967
Navigation
Édition précédente Édition suivante
Les championnats d'Europe de patinage artistique 1967 ont lieu en janvier 1967 à la Hala Tivoli de Ljubljana en Yougoslavie, moins de deux ans après son inauguration.

## Qualifications
Les patineurs sont éligibles à l'épreuve s'ils représentent une nation européenne membre de l'Union internationale de patinage (International Skating Union en anglais). Les fédérations nationales sélectionnent leurs patineurs en fonction de leurs propres critères.
Sur la base des résultats des championnats d'Europe 1966, l'Union internationale de patinage autorise chaque pays à avoir de une à trois inscriptions par discipline. 

## Podiums
| Épreuves                            | Or                                  | Argent                              | Bronze                                    |
| ----------------------------------- | ----------------------------------- | ----------------------------------- | ----------------------------------------- |
| Messieurs résultats détaillés       | Emmerich Danzer                     | Wolfgang Schwarz                    | Ondrej Nepela                             |
| Dames résultats détaillés           | Gabriele Seyfert                    | Hana Mašková                        | Zsuzsa Almássy                            |
| Couples résultats détaillés         | Ludmila Belousova / Oleg Protopopov | Margot Glockshuber / Wolfgang Danne | Heidemarie Steiner / Heinz-Ulrich Walther |
| Danse sur glace résultats détaillés | Diane Towler / Bernard Ford         | Yvonne Suddick / Malcolm Cannon     | Brigitte Martin / Francis Gamichon        |

## Tableau des médailles
| Rang  | Nation               | Or | Argent | Bronze | Total |
| ----- | -------------------- | -- | ------ | ------ | ----- |
| 1     | Autriche             | 1  | 1      | 0      | 2     |
| 1     | Royaume-Uni          | 1  | 1      | 0      | 2     |
| 3     | Allemagne de l'Est   | 1  | 0      | 1      | 2     |
| 4     | Union soviétique     | 1  | 0      | 0      | 1     |
| 5     | Tchécoslovaquie      | 0  | 1      | 1      | 2     |
| 6     | Allemagne de l'Ouest | 0  | 1      | 0      | 1     |
| 7     | France               | 0  | 0      | 1      | 1     |
| 7     | Hongrie              | 0  | 0      | 1      | 1     |
| Total | Total                | 4  | 4      | 4      | 12    |

## Détails des compétitions

### Messieurs
| Rang | Nom                     | Nation               | Places | Points | Fig. impo. | Prog. libre |
| ---- | ----------------------- | -------------------- | ------ | ------ | ---------- | ----------- |
| 1    | Emmerich Danzer         | Autriche             |        |        |            |             |
| 2    | Wolfgang Schwarz        | Autriche             |        |        |            |             |
| 3    | Ondrej Nepela           | Tchécoslovaquie      |        |        |            |             |
| 4    | Patrick Péra            | France               |        |        |            |             |
| 5    | Sergueï Tchetveroukhine | Union soviétique     |        |        |            |             |
| 6    | Robert Dureville        | France               |        |        |            |             |
| 7    | Günter Zöller           | Allemagne de l'Est   |        |        |            |             |
| 8    | Peter Krick             | Allemagne de l'Ouest |        |        |            |             |
| 9    | Philippe Pélissier      | France               |        |        |            |             |
| 10   | Marian Filc             | Tchécoslovaquie      |        |        |            |             |
| 11   | Günter Anderl           | Autriche             |        |        |            |             |
| 12   | Jenő Ébert              | Hongrie              |        |        |            |             |
| 13   | Michael Williams        | Royaume-Uni          |        |        |            |             |
| 14   | Jürgen Eberwein         | Allemagne de l'Ouest |        |        |            |             |
| 15   | Josef Tuma              | Tchécoslovaquie      |        |        |            |             |
| 16   | Zdzisław Pieńkowski     | Pologne              |        |        |            |             |
| 17   | Daniel Höner            | Suisse               |        |        |            |             |
| 18   | Reinhard Mirmseker      | Allemagne de l'Est   |        |        |            |             |
| 19   | Tony Berntler           | Suisse               |        |        |            |             |
| 20   | Arne Hoffmann           | Danemark             |        |        |            |             |

### Dames
| Rang | Nom                   | Nation               | Places | Points | Fig. impo. | Prog. libre |
| ---- | --------------------- | -------------------- | ------ | ------ | ---------- | ----------- |
| 1    | Gabriele Seyfert      | Allemagne de l'Est   |        |        |            |             |
| 2    | Hana Mašková          | Tchécoslovaquie      |        |        |            |             |
| 3    | Zsuzsa Almássy        | Hongrie              |        |        |            |             |
| 4    | Sally-Anne Stapleford | Royaume-Uni          |        |        |            |             |
| 5    | Beatrix Schuba        | Autriche             |        |        |            |             |
| 6    | Monika Feldmann       | Allemagne de l'Ouest |        |        |            |             |
| 7    | Elisabeth Mikula      | Autriche             |        |        |            |             |
| 8    | Elena Shcheglova      | Union soviétique     |        |        |            |             |
| 9    | Petra Ruhrmann        | Allemagne de l'Ouest |        |        |            |             |
| 10   | Beate Richter         | Allemagne de l'Est   |        |        |            |             |
| 11   | Zsuzsa Szentmiklóssy  | Hongrie              |        |        |            |             |
| 12   | Sylvaine Duban        | France               |        |        |            |             |
| 13   | Linda Davis           | Royaume-Uni          |        |        |            |             |
| 14   | Martina Clausner      | Allemagne de l'Est   |        |        |            |             |
| 15   | Rita Trapanese        | Italie               |        |        |            |             |
| 16   | Marie Víchová         | Tchécoslovaquie      |        |        |            |             |
| 17   | Micheline Joubert     | France               |        |        |            |             |
| 18   | Eva Casparcova        | Tchécoslovaquie      |        |        |            |             |
| 19   | Britt Elfving         | Suède                |        |        |            |             |
| 20   | Pia Zürcher           | Suisse               |        |        |            |             |
| 21   | Barbara Warminska     | Pologne              |        |        |            |             |
| 22   | Jette Vad             | Danemark             |        |        |            |             |
| 23   | Katjusa Derenda       | Yougoslavie          |        |        |            |             |
| 24   | Elena Mois            | Roumanie             |        |        |            |             |

### Couples
| Rang | Nom                                       | Nation               | Places | Points | Prog. court | Prog. libre |
| ---- | ----------------------------------------- | -------------------- | ------ | ------ | ----------- | ----------- |
| 1    | Ludmila Belousova / Oleg Protopopov       | Union soviétique     |        |        |             |             |
| 2    | Margot Glockshuber / Wolfgang Danne       | Allemagne de l'Ouest |        |        |             |             |
| 3    | Heidemarie Steiner / Heinz-Ulrich Walther | Allemagne de l'Est   |        |        |             |             |
| 4    | Gudrun Hauss / Walter Häfner              | Allemagne de l'Ouest |        |        |             |             |
| 5    | Tatiana Sharanova / Anatoli Evdokimov     | Union soviétique     |        |        |             |             |
| 6    | Tamara Moskvina / Alexeï Michine          | Union soviétique     |        |        |             |             |
| 7    | Brigitte Weise / Michael Brychcy          | Allemagne de l'Est   |        |        |             |             |
| 8    | Janina Poremska / Piotr Sczypa            | Pologne              |        |        |             |             |
| 9    | Bohunka Šrámková / Jan Šrámek             | Tchécoslovaquie      |        |        |             |             |
| 10   | Monique Mathys / Yves Aellig              | Suisse               |        |        |             |             |
| 11   | Marianne Streifler / Herbert Wiesinger    | Allemagne de l'Ouest |        |        |             |             |
| 12   | Irene Müller / Hans-Georg Dallmer         | Allemagne de l'Est   |        |        |             |             |
| 13   | Evelyne Schneider / Wilhelm Bietak        | Autriche             |        |        |             |             |
| 14   | Mona Szabo / Pierre Szabo                 | Suisse               |        |        |             |             |
| 15   | Linda Bernard / Raymond Wilson            | Royaume-Uni          |        |        |             |             |
| 16   | Anci Dolenc / Mitja Sketa                 | Yougoslavie          |        |        |             |             |
| 17   | Annikken Stoa / Erik Grunert              | Norvège              |        |        |             |             |

### Danse sur glace
| Rang | Nom                                      | Nation               | Places | Points | Danses imposées | Danse libre |
| ---- | ---------------------------------------- | -------------------- | ------ | ------ | --------------- | ----------- |
| 1    | Diane Towler / Bernard Ford              | Royaume-Uni          |        |        |                 |             |
| 2    | Yvonne Suddick / Malcolm Cannon          | Royaume-Uni          |        |        |                 |             |
| 3    | Brigitte Martin / Francis Gamichon       | France               |        |        |                 |             |
| 4    | Janet Sawbridge / Jon Lane               | Royaume-Uni          |        |        |                 |             |
| 5    | Gabriele Matysik / Rudi Matysik          | Allemagne de l'Ouest |        |        |                 |             |
| 6    | Jitka Babická / Jaromír Holan            | Tchécoslovaquie      |        |        |                 |             |
| 7    | Annerose Baier / Eberhard Rüger          | Allemagne de l'Est   |        |        |                 |             |
| 8    | Irina Grishkova / Viktor Ryzhkin         | Union soviétique     |        |        |                 |             |
| 9    | Edit Mató / Károly Csanádi               | Hongrie              |        |        |                 |             |
| 10   | Lioudmila Pakhomova / Aleksandr Gorchkov | Union soviétique     |        |        |                 |             |
| 11   | Dana Novotná / Jaroslav Hainz            | Tchécoslovaquie      |        |        |                 |             |
| 12   | Milena Tůmová / Josef Pešek              | Tchécoslovaquie      |        |        |                 |             |
| 13   | Heide Mezger / Herbert Rothkappl         | Autriche             |        |        |                 |             |
| 14   | Susanna Carpani / Sergio Pirelli         | Italie               |        |        |                 |             |
| 15   | Ilona Berecz / István Sugár              | Hongrie              |        |        |                 |             |
| 16   | Norma Allwelt / Michael Schmidt          | Allemagne de l'Est   |        |        |                 |             |
| 17   | Truus Gerardts / Ronald du Burck         | Pays-Bas             |        |        |                 |             |
| 18   | Angelika Trojahn / Joachim Metz          | Allemagne de l'Ouest |        |        |                 |             |